# Opius striatitergum
Opius striatitergum är en stekelart som beskrevs av Fischer 1965. Opius striatitergum ingår i släktet Opius och familjen bracksteklar. Inga underarter finns listade i Catalogue of Life.